# Лос Аламитос
Лос Аламитос (на испански: Los Alamitos) е град в окръг Ориндж в щата Калифорния, САЩ.
Лос Аламитос е с население от 11 536 жители (2000) и обща площ от 4.9 км² (1,90 мили²).

## Известни личности
Починали в Лос Аламитос
- Дана Андрюс (1909-1992), актьор